# ديكون جل

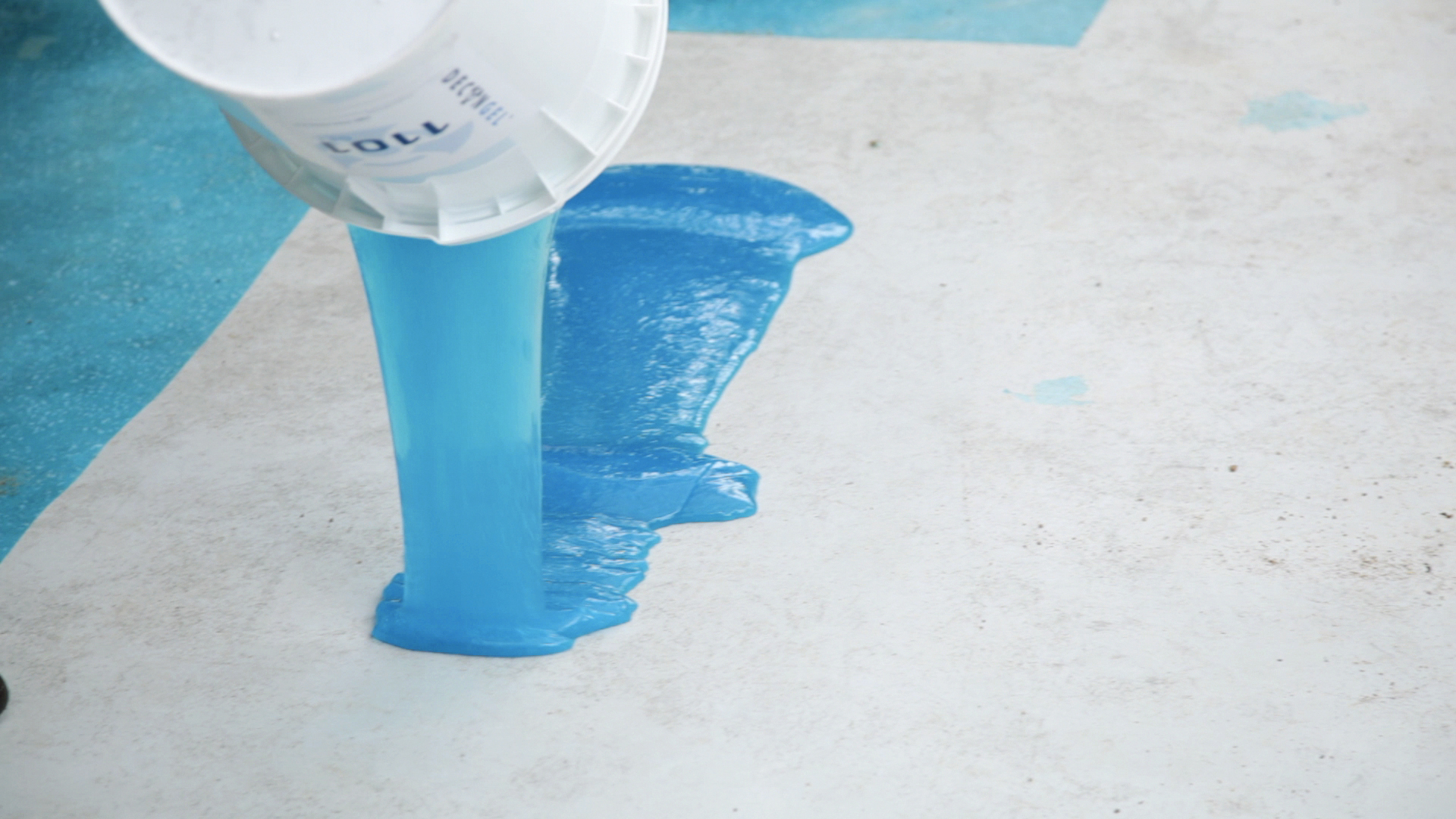
تحرير

ديكون جل هو جل يستخدم للتنظيف بعد حدوث الكوارث الكيميائية والنووية.  ديكون جل استخدام بعد حدوث كارثة فوكوشيما النووية في اليابان لإزالة مستويات عالية من الإشعاع من مدرسة اسيماشي باستيست،  بعد زلزال 11 اذارعام  2011 وما تبعه  من أمواج تسونامي التي أثرت على المفاعلات وحمامات التبريد في شركة طوكيو للطاقة الكهربائية /محطة دايتشي للطاقة النووية .تم فحص المنتج من قبل العديد من الوكالات والمنظمات في الطاقة النووية اليابان تشمل أولا الممولين ومشغلي محطات الطاقة النووية والشركات الخاصة .

## القراءة بعمق
- Draine, Amanda (2 March 2009), Decontamination of Medical Radioisotopes from Hard Surfaces Using Peelable Polymer-based Decontamination Agents (PDF), archived from the original (PDF) on 15 June 2011, retrieved 23 June 2011
- Hanley, Kyle J. (22 March 2010), Evaluating the surface protection and decontamination efficiency of DeconGel 1101 toward Cs-137 spilled on biological, salt-covered, rusty, wet and solid painted surfaces
- Sutton, Mark; Fischer, Rovert P.; Thoet, Mark; O'Neill, Mike; Edgington, Garry (17 June 2008), Plutonium Decontamination Using CBI Decon Gel 1101 in Highly Contaminated and Unique Areas at LLNL, doi:10.2172/945677
- VanHorne-Sealy, Jama D. (10 July 2008), Evaluating the efficiency of Decon Gel 1101 for removal of Cs-137, Co-60, and Eu-154 on common commercial construction materials